# 釧路湿原

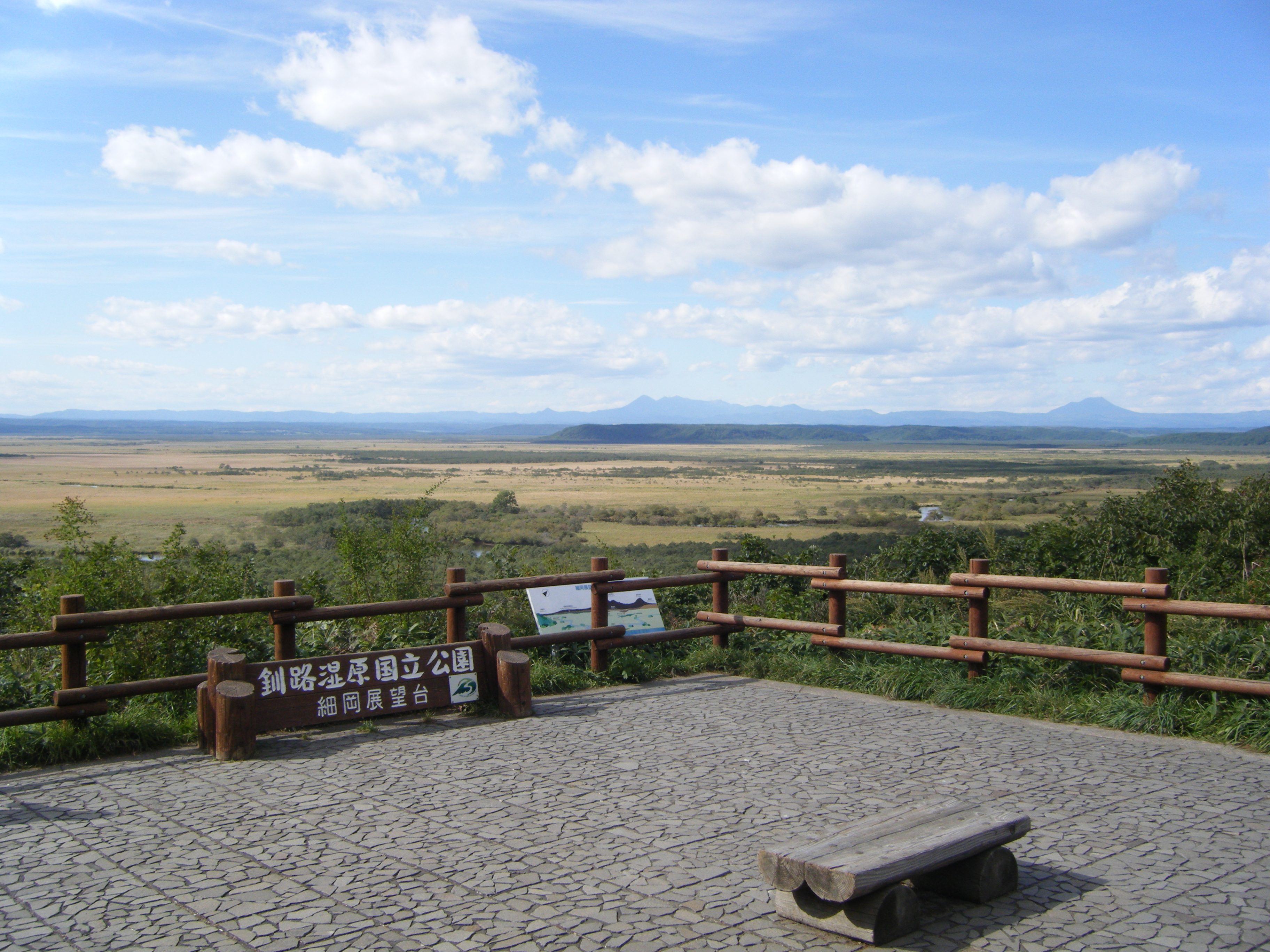
細岡展望台より宮島岬方面を望む（2009年8月）

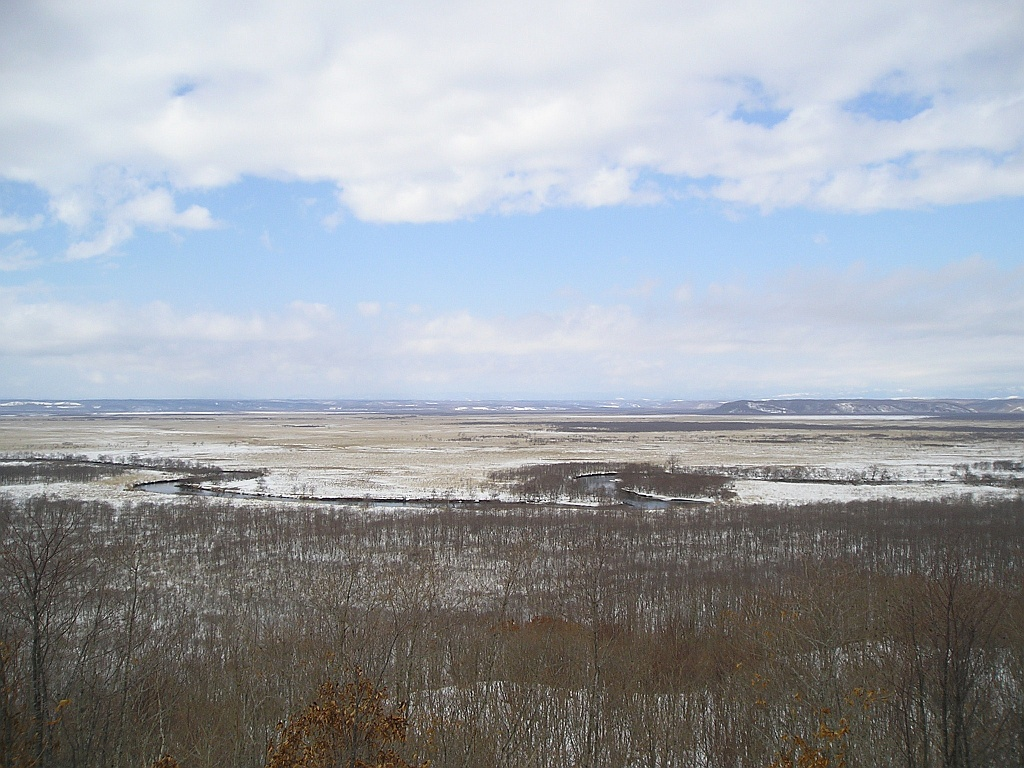
細岡展望台より冬の湿原を見る（2006年2月）

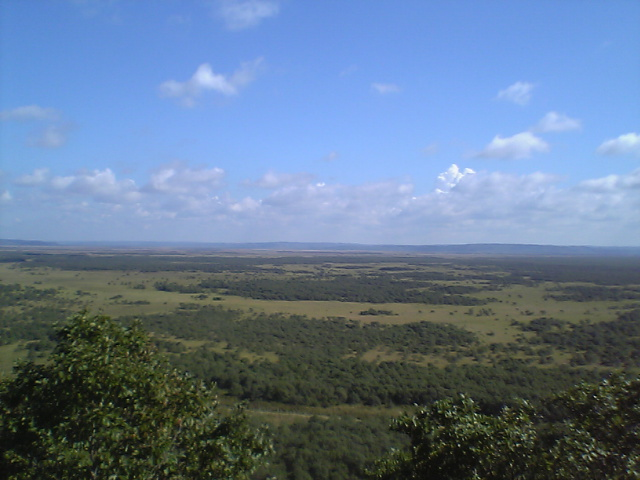
釧路市湿原展望台より（2005年9月）

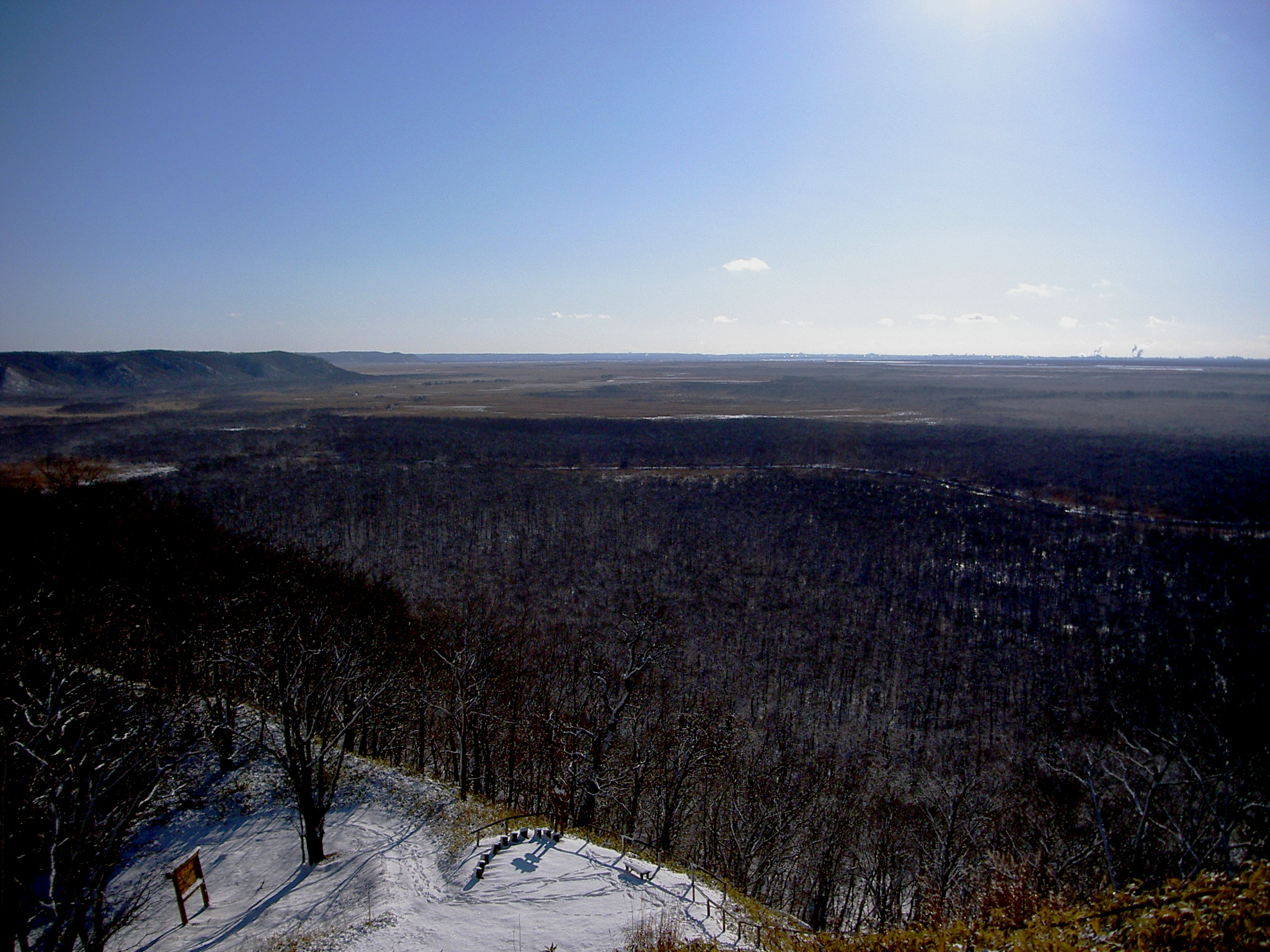
山﨑岬より宮島岬方面（2006年12月）

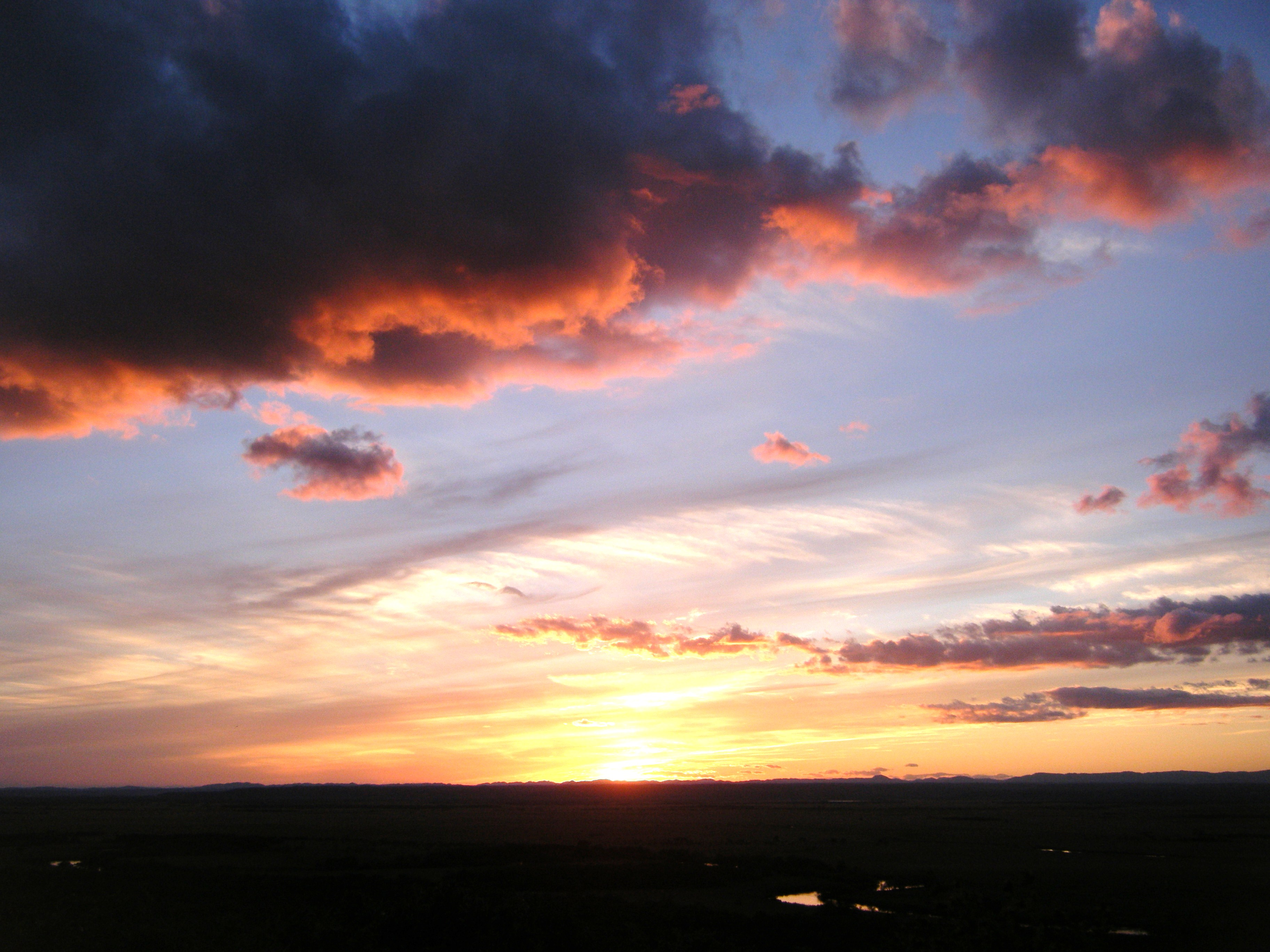
細岡展望台から見た夕日の釧路湿原（2010年9月）

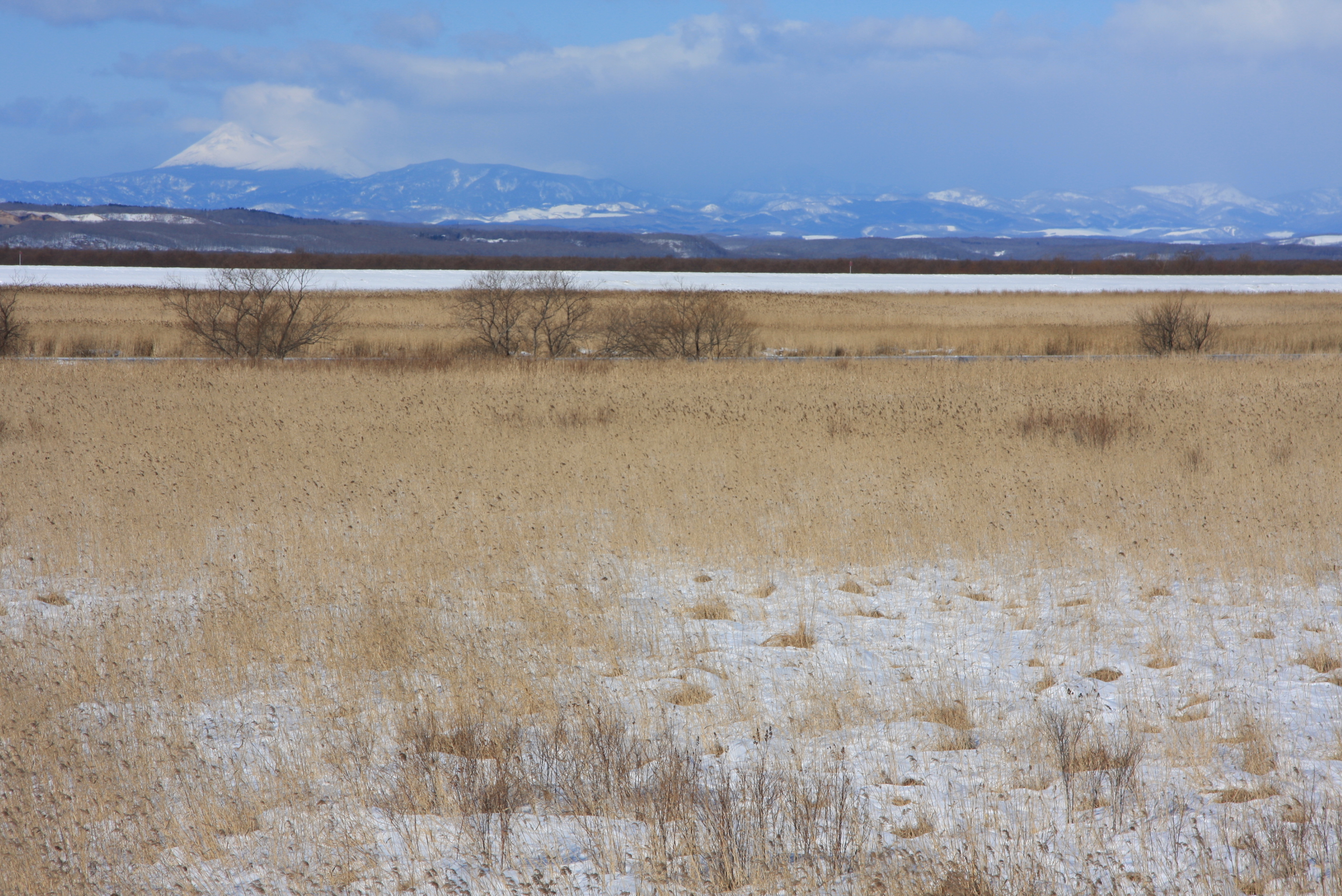
釧路湿原大橋から見た釧路湿原と阿寒富士（2013年1月）

釧路湿原（くしろ しつげん）は、北海道釧路平野に位置する日本最大の湿原・湿地。面積は約2万6000haで、このうち中心部の7863haがラムサール条約登録湿地である。釧路湿原国立公園としての区域は2万8788ha。

## 地理
釧路市、釧路郡釧路町、川上郡標茶町、阿寒郡鶴居村の4市町に広がる。
湿原の中を釧路川が大きく蛇行しながら流れている。湖の東側には塘路湖、シラルトロ沼、達古武湖、エオルト沼、ポン沼、サルルン沼が並ぶ。湿原の中にも小さな湖沼が点在するほか、泥炭層の小さな穴に水がたまって底なし沼状になった「やちまなこ」（谷地眼）が各所にある。
第二次世界大戦後の食糧増産政策とともに湿地帯の一部は開拓され、釧路川の直線化も実施されたが、川の流速が速くなったことが生態系に影響を与えた一因と考えられており再蛇行化する計画がある。

## 自然とその保護・再生

### 動植物
ヨシ-スゲ湿原が大部分を占める。スゲ属が大きな塊となったものは谷地坊主（やちぼうず）を呼ばれ、釧路湿原の名物の一つとなっている。このほかハンノキの林、ミズゴケ湿原もあり、食虫植物のモウセンゴケやコタヌキモが生育する。湖沼や河川にはヒシ、ネムロコウホネなど水草が見られる。湿原内と周辺で確認されている植物は約700種。
動物は鳥類が200種程度、哺乳類39種、爬虫類5種、両生類4種、魚類38種、昆虫類が約1100種確認されている。日本最大の淡水魚であるイトウ（サケ科）やキタサンショウウオなどの希少な動物も多い。人の活動が少なく餌が豊富なため、タンチョウやエゾセンニュウ、ベニマシコなどの多くの鳥類の繁殖地・休息地となっている。タンチョウは夏季、釧路湿原を含む道東各地で繁殖し、冬には釧路湿原へ戻ってきて越冬する。また、釧路湿原は一部の爬虫類、トンボ、イトトンボおよび植物の日本での唯一の生息場所である。

### 自然の保護と再生
かつては不毛な土地と看做され、開発が試みられた。太平洋戦争後、一部が農地、牧草地や住宅地に転用され、湿原の面積は1947年には2.5万haだったものが、1996年には1.9万haとなり約2割少なくなっている。1951年には当時の北海道開発庁が『釧路泥炭地開発計画』を策定した。牧草地を広げることなどを目的とした河川の直線化による土地の乾燥化（湿地の消失）は、1980年のラムサール条約登録後もしばらく続いた。
一方で、自然保護の取り組みも戦前に始まっており、1935年（昭和10年）8月27日に「釧路丹頂鶴繁殖地」として2700haが国の天然記念物に指定された。戦後の1952年（昭和27年）3月29日に「釧路のタンチョウ及びその繁殖地」として特別天然記念物に指定変更され、面積も2749haに拡大された。さらに1967年（昭和42年）6月22日に「タンチョウ」を地域を定めない種指定の特別天然記念物に指定変更するとともに、同年7月6日に新たに「釧路湿原」を天然記念物の天然保護区域に指定し、その範囲を5011.4haとした。
また、1958年（昭和33年）11月1日には、国指定釧路湿原鳥獣保護区（希少鳥獣生息地）に指定されている（面積1万1523ha、うち特別保護地区6962ha）。ただし哺乳類のうちエゾシカについては希少植物を食害したり、踏み荒らしたりしている面もあるため、環境省が頭数調査と試験捕獲を行っている。1980年にはラムサール条約登録地に、1987年に湿原周辺を含む約2万6861haが国立公園（釧路湿原国立公園）に指定されている。現在の釧路湿原一帯は釧路湿原国立公園の特別地域に指定されており、開発は厳しく規制されている。
植生保護や谷地眼への転落事故防止のため、湿原内に入る自動車が通行できる道はない、観光客は遊歩道を通るよう求められる。ゴミのポイ捨て、釣り糸・釣り針の遺棄とそれによる鳥類への被害も起きており、有志による「釧路湿原騎馬隊」が乗馬による自然保護パトロールやゴミ拾いなどを行っている。
かつては湿原を農地化する試みも行われていたが、自然保護機運に加えて観光資源としての重要性が高まり、湿原の開発よりも保全に目が向けられるようになってきた。環境庁（後の環境省）は国立公園指定に先立つ1983年に「釧路湿原保全対策検討会」を設置。現在、湿原内では国土交通省や環境省等により「釧路湿原自然再生プロジェクト」による自然再生事業が行われている。
主な事業として、湿原上流部に当たる茅沼地区において直線化された釧路川流路を再蛇行化させ自然環境の復元を図る事業や、達古武地域において森林、湿原、河川、湖沼と連続的につながる生態系の復元を図る事業は現在も行われている

## 湿原の歴史
1万年前までの氷期には、地球上の水が氷河として大量に地上に堆積したため海水量が減って海水面が低下し、釧路湿原一帯も完全に陸地化していた。その後、気温が上昇して海水面が上昇した。約6000年前には気候が現在より温暖化し、海水面も今より2から3m高くなった（詳しくは縄文海進を参照）。当時、釧路湿原一帯は大きな浅い湾を形成し、気温も現在より平均2℃から3℃高く、現在の東北地方と似た気候であった。湿原周辺に存在する当時の貝塚からはハマグリやシオフキなどの貝殻が見つかっており、これらは現在は宮城県以南に生息している種である。
その後、気温の低下にしたがって海水面も低下し、4000年前には現在の海岸線が形作られた。釧路湿原では湾口部に砂洲が発達し、内陸部は水はけの悪い沼沢地になった。沼沢地に生い茂ったヨシやスゲが冷涼多湿な気候下で泥炭化して湿原が形成され、約3000年前に現在のような湿原になった。北海道にあるサロベツ原野や霧多布湿原も、同じ経緯で形成された。
早い時期における和人の来訪としては幕末の1858年、松浦武四郎が幕命による調査で釧路川を下り、湿原を縦断している。
国立公園区域外となる周辺の土地は原野商法に利用されており、一部は地番図上では住宅地のように100坪単位で区切られている。2020年以降に釧路湿原の周辺でメガソーラーの建設が進み環境が脅かされていることから、環境保護に取り組む地元のNPOが、過去に購入した土地を手放したい所有者から取得し建設を阻むナショナルトラスト運動を行っている。

## 眺望と探勝
一般の観光客は、高台にある複数の展望台から眺めるか、遊歩道の散策やカヌー等による川下りで湿原の景色・自然を楽しめる。また、JR釧網本線は一部の区間が湿原内を通るため、列車に乗車したまま観察する方法もある。
湿原の東端には、「細岡展望台・ビジターズラウンジ」がある。蛇行する釧路川を一望でき、正面に宮島岬やキラコタン岬が望める。展望台の下にはJR釧網本線釧路湿原駅が設けられており、臨時の観光列車である「くしろ湿原ノロッコ号」も停車する。また、JR釧網本線塘路駅付近には「サルボ展望台」、道道1060号沿線には「コッタロ展望台」があり、著名ではないが釧路川の流れと釧路湿原東側を眺めることが出来る。
西端には「釧路市湿原展望台」と「温根内ビジターセンター」がある。こちらからも湿原を一望できるが、湿原内を蛇行する釧路川は視界に入らない。それぞれの施設付近に探勝歩道が整備されており、植物や鳥類などを観察しながら湿原に触れることができる。また、両施設の間（約4km）を、旧鶴居村営軌道の廃線跡を転用した探勝歩道が結んでいる。

## 釧路湿原を扱った作品
- 釧路湿原美術館 - 絵画に釧路湿原を多く描いた佐々木栄松（えいしょう、1913 - 2012年）の作品を展示[12]。
- 交響的音画『釧路湿原』 - 伊福部昭作曲の管弦楽曲
- 『釧路湿原』 - 水森かおりの12枚目のシングル。釧路フィッシャーマンズワーフMOOに歌碑がある。
- NHK特集 鶴になった男 〜釧路湿原 タンチョウふれあい日記〜（1987年10月4日、NHK）[13]